# Madan Upazila
Madan Upazila är ett underdistrikt i Bangladesh. Det ligger i den centrala delen av landet, 120 km nordost om huvudstaden Dhaka.

## Gallary

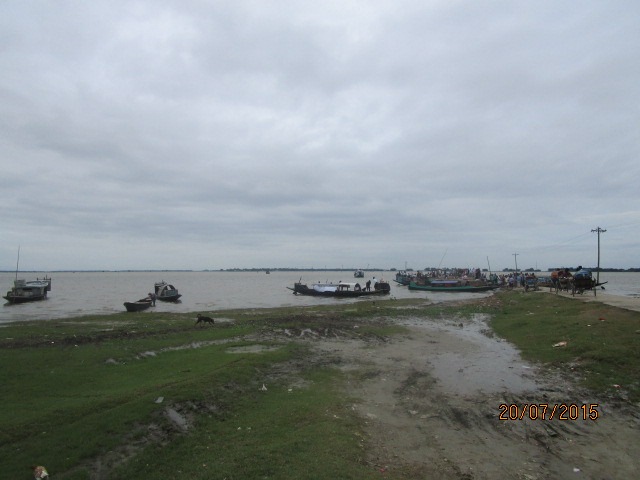
Uchitpur Ghat at Madan.
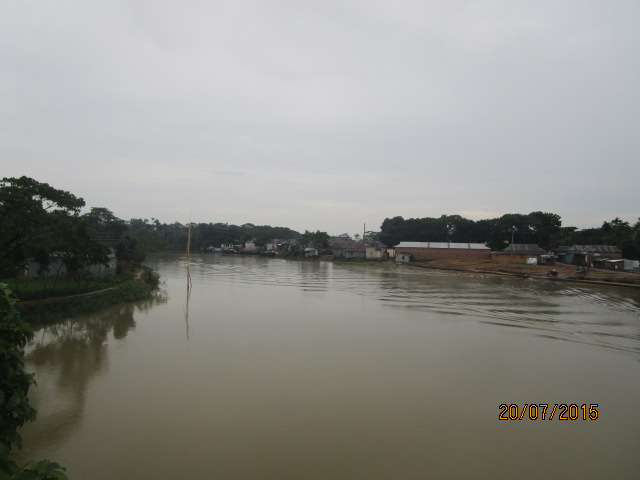
Mogra River from the bridge at Madan Upazila.

Runt Madan Upazila är det tätbefolkat, med 659 invånare per kvadratkilometer.